# Vaskapui Bivak-barlang
A Vaskapui Bivak-barlang a Duna–Ipoly Nemzeti Parkban lévő Pilis hegységben, Pilisszentkereszten található egyik barlang. A barlang turista útikalauzokban is ismertetve van.

## Leírás
A Vaskapui Bivak-barlang Pilisszentkereszt külterületén, fokozottan védett területen található. A 16 m hosszú barlang a Vaskapu-szikla Nagy-sziklakapujától D-re, 10 m-re helyezkedik el. A felső triász dachsteini mészkőben freatikus körülmények között létrejött barlangnak két bejárata van, de a bejáratok közötti átjárást egy járhatatlan szálkőszűkület akadályozza. A barlang majdnem vízszintes, kényelmesen járható folyosóját korróziós mikroformák és hidegvizes borsókövek díszítik. A barlang teljesen száraz, kitöltése pedig avar, humusz és kevés kőzettörmelék. A barlang 3–5 személy számára kényelmes bivakhely, melyet a gyakran idelátogató sziklamászók rendszerint ki is használnak. A könnyen megközelíthető barlang engedély nélkül, barlangjáró alapfelszerelés használatával bejárható.
1990-ben volt először Vaskapui Bivak-barlangnak nevezve a barlang az irodalmában. Előfordul a barlang az irodalmában Bivak-barlang (Kraus 1997) és Vaskapui Róka-lyuk (Kárpát 1990) neveken is.

## Kutatástörténet
Az 1913-ban megjelent, Pilisszentkereszt és környéke című könyvben az olvasható, hogy a Vaskapu nagyobbik kapujának tövénél van egy befelé szélesedő üreg, mely jó menedékül szolgálhat az időjárás viszontagságai ellen (esetleg éjjel is). A Turisták Lapja 1931. évi évfolyamában publikált, Bekey Imre Gábor által írt tanulmányban szó van arról, hogy a Csévi-barlang ásatása után a Pilis hegység többi barlangjában az ősember utáni kutatás már nem tűnt észszerűnek. A Vaskapu két nyílása alatt lévő kis barlangban azért nem, mert az csak földrajzi érdekességű barlang. A Kadić Ottokár által írt, 1952-ben befejezett kézirat szerint a Vaskapu nagy kapujának belsejéből egy szűk, kanyargós rókalyuk indul a hegybe.
Az 1967-ben publikált, Pilis útikalauz című kiadványban meg van említve, hogy a Vaskapu nagyobbik nyílású sziklakapujának aljában van egy kis oldalüreg. Az 1974-ben megjelent, Pilis útikalauz című könyvben meg van ismételve az 1967-ben kiadott útikalauzban lévő, Vaskapui Bivak-barlangra vonatkozó utalás. Az 1976-ban befejezett, Bertalan Károly által összeállított kéziratban szó van arról, hogy a Pilisszentkereszten lévő Vaskapu alsó kapujának tövében van egy kis barlang. 1989. decemberben Kárpát József, Gyombolai Gábor és Madár Marianna mérték fel a barlangot, majd a felmérés felhasználásával elkészült a Vaskapui Bivak-barlang alaprajz térképe és keresztmetszet térképe. A térképek 1:100 méretarányban mutatják be a barlangot. Az alaprajz térképen megfigyelhető a keresztmetszet elhelyezkedése a barlangban. A térképlapon jelölve van az É-i irány.
A Kárpát József által 1990-ben írt kézirat szerint a Vaskapui Bivak-barlangnak (Pilisszentkereszt) a Nagy-sziklakaputól (Vaskapu) D-re, 10 m-re, kb. 20 m-es sziklafal tövében van a bejárata. A gyakorlatilag vízszintes barlang 8 m hosszú. Dachsteini mészkőben jött létre a derékszögben jobbra elkanyarodó, kényelmesen járható folyosó, melynek falait hidegvizes eredetű borsókövek és korróziós eredetű mikroformák díszítik. A teljesen száraz barlang kitöltése avar, humusz és némi kőzettörmelék. A barlang elején nyílik egy omladékos oldalüreg. Kb. 3–5 fő kényelmesen tud táborozni (bivakolni) benne. A kéziratba bekerültek a Vaskapui Bivak-barlang 1989-ben készült térképei.

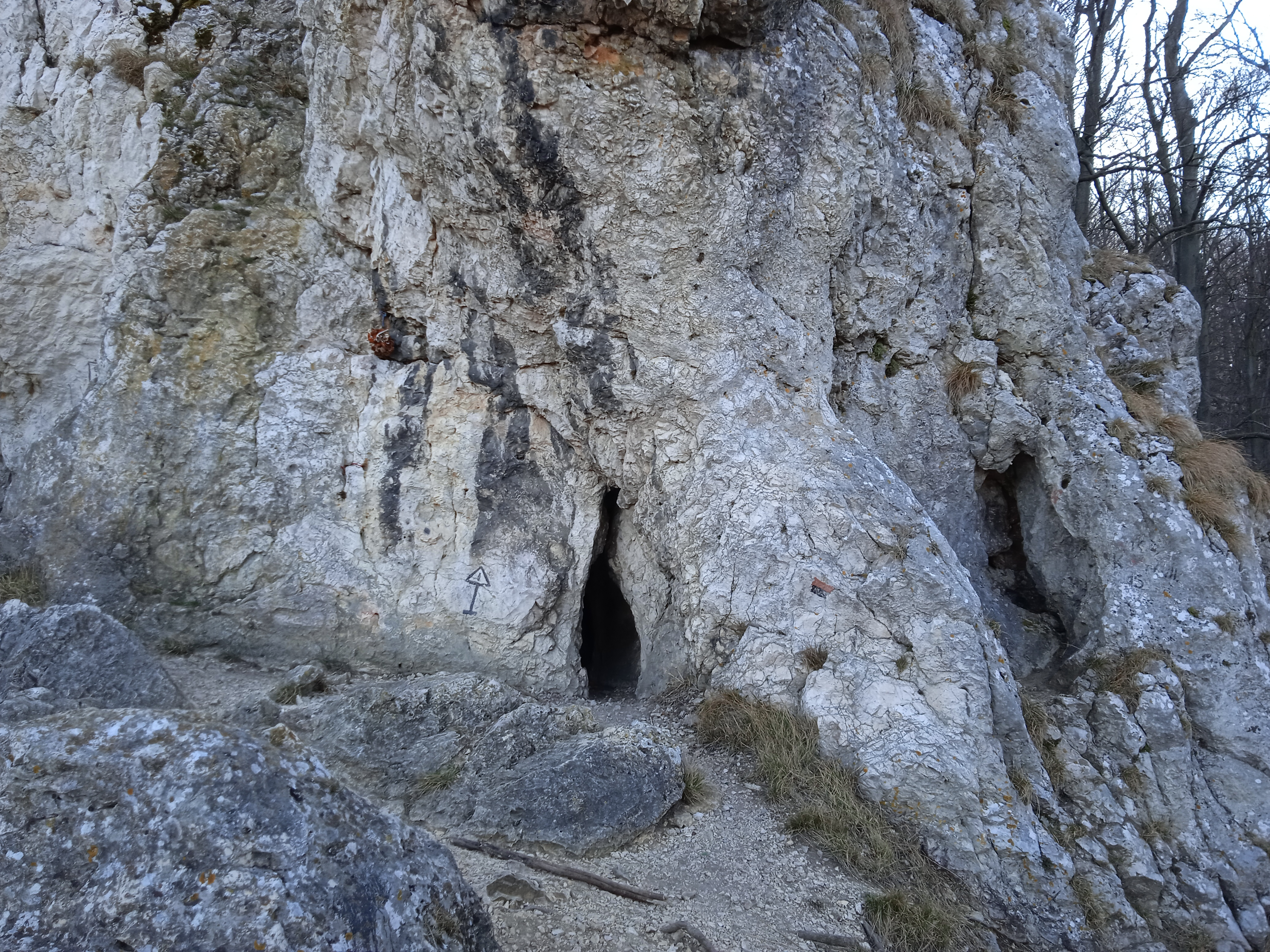
A Vaskapui Bivak-barlang jobb oldali bejárata

A Vaskapui Róka-lyuk (Pilisszentkereszt) még nem volt leírva eddig. Ennek a barlangnak a Nagy-sziklakapu D-i pillérének tövében van az 1 m magas és 0,6 m széles bejárata. Beszűkül enyhén kanyargó, 2,5 m hosszú járatának vége. A képződménymentes, száraz üreg kitöltése avar, humusz és némi kőzettörmelék. Vége megközelíti a Vaskapui Bivak-barlang végpontját, de a szálkőben lévő szűkület és a kitöltés miatt nem lehetséges az átjárás.
Az 1991-ben napvilágot látott útikalauzban meg van ismételve az 1974-es útikalauzban található, Vaskapui Bivak-barlangra vonatkozó utalás. A Kárpát József által 1991-ben írt összeállításban meg van említve, hogy a Vaskapui Bivak-barlang (Pilisszentkereszt) 8 m hosszú és 0 m mély, a Vaskapui Róka-lyuk (Pilisszentkereszt) pedig 3 m hosszú és 0 m mély. 1997. május 4-én Regős József kiegészítette az 1989-ben rajzolt alaprajz térképet.
1997-ben Kraus Sándor rajzolt olyan helyszínrajzot, amelyen a Vaskapu barlangjainak földrajzi elhelyezkedése van ábrázolva. A rajzon látható a Vaskapui Bivak-barlang (Bivak-barlang) földrajzi elhelyezkedése. Kraus Sándor 1997. évi beszámolójában az olvasható, hogy az 1997 előtt is ismert, nem önálló és veszélyeztetett Vaskapui Bivak-barlangnak volt térképe 1997 előtt. A jelentésbe bekerült az 1997-ben készült helyszínrajz. A 2005-ben megjelent, Magyar hegyisport és turista enciklopédia című kiadványban szó van arról, hogy a Magyar Hegymászó Oktatók Egyesülete a Pilis hegységben lévő Vaskapu sziklamászó-iskolájában, a Bivak-barlangtól balra, a fal élén vezető mászóút közepét átmetsző párkánynál elhelyezett egy kis rézlapot Elsik Álmos emlékére.